# مارلن شوبرگ
مارلن شوبرگ (انگلیسی: Marlene Sjöberg؛ زادهٔ ۱۵ ژانویهٔ ۱۹۸۱) بازیکن فوتبال اهل سوئد است.
از باشگاه‌هایی که در آن بازی کرده‌است می‌توان به اومئا آی‌کی اشاره کرد.
وی همچنین در تیم ملی فوتبال زنان سوئد بازی کرده‌است.